# Leão de Nemeia
O Leão de Nemeia  (em grego moderno: Λέων της Νεμέας, transl. Léōn tēs Neméas; em latim: Leo Nemaeus), na mitologia grega, era uma criatura  que habitava a planície de Nemeia, na Argólida, aterrorizando toda aquela região.
A terrível fera não podia ser morta por um homem normal por ter couro de material impenetrável para mortais (humanos) e todos os que tentavam enfrentá-lo ficavam completamente aterrorizados pelo seu rugido, que podia ser ouvido a quilômetros de distância. Além disso, nenhuma arma podia penetrar o couro do animal, e todos que o tentavam matar com lanças ou flechas acabavam sendo devorados.
A origem do Leão de Nemeia é controversa. Segundo algumas versões, era tido como filho de Tifão e Equidna. Outras lendas o dão como fruto da união de Equidna e seu próprio filho Ortros, o cão de duas cabeças. Outra versão é de que seria filho de Cérbero com Quimera, e portanto neto de Tifão e Equidna.
No primeiro dos seus famosos doze trabalhos, Hércules recebeu de Euristeu a missão de derrotar o Leão de Nemeia, para dar fim à devastação que este causava. De início, Hércules tentou atingi-lo com suas flechas, inutilmente. Irritado, o herói aplicou com sua clava um golpe tão tremendo na cabeça do animal, que este caiu desacordado. Depois de estrangulá-lo, Hércules  extraiu o couro do animal com as próprias garras, uma vez que nenhuma arma de ferro o conseguia cortar ou perfurar.
A partir daí Hércules passou a usar sua pele como um manto protetor, com a cabeça do leão servindo-lhe de elmo.